# Wapen van Watermaal-Bosvoorde

Het wapen van Watermaal-Bosvoorde

Het wapen van Watermaal-Bosvoorde werd op 2 mei 1914 per koninklijk besluit aan de Brusselse gemeente Watermaal-Bosvoorde toegekend. De gemeente zelf is in 1811 ontstaan en kreeg in 1863 door de afscheiding van Oudergem haar huidige vorm.

## Blazoenering
De blazoenering van het wapen luidt als volgt:
D'argent à un aune au naturel.
(In zilver een aanziende hertekop in natuurlijke kleur, het schildhoofd van blauw beladen met een gouden jachthoorn gesnoerd van 'tzelfde.)
Het wapen is geheel zilver van kleur. Op het schild is een bruine kop van een mannelijk hert, dus met gewei, geplaatst. De kop is zo geplaatst dat deze de toeschouwer aankijkt. In de bovenkant van het schild is een schildhoofd geplaatst. Dit schildhoofd is blauw van kleur met daarop een geheel gouden jachthoorn.

## Geschiedenis
Het wapen toont de historie van het grondgebied van de gemeente. Ten tijde van het Hertogdom Brabant maakte het gebied deel uit van de jachtgronden van de hertogen. In 1435 kreeg het gilde, dat verantwoordelijk was voor de jachthonden, zijn eigen zegel van graaf Filips van Boergondië. Dit zegel toonde een jager met een jachthoorn om zijn nek. De schepenbank zegelde met een zegel waarop de patroonheilige, Sint Clemens, stond. Het zegel met de patroonheilige bleef tot het einde van het ancien régime in gebruik.